# Cei patru mușchetari
Cei patru mușchetari (titlul original: în engleză The Four Musketeers) este un film de capă și spadă, realizat în 1974 de regizorul american Richard Lester, după a doua parte a romanului omonim a scriitorului Alexandre Dumas, protagoniști fiind actorii Oliver Reed, Raquel Welch, Richard Chamberlain și Michael York. 
Filmările au avut loc în Spania. Filmul a avut premiera pe 25 decembrie 1974 în Suedia. Este cel de-al doilea film al trilogiei Cei trei mușchetari, care a început în anul 1973 cu Cei trei mușchetari (The Three Musketeers) și s-a încheiat 15 ani mai târziu cu Întoarcerea mușchetarilor (The Return of Musketeers).

## Distribuție
- Oliver Reed – Athos
- Raquel Welch – Constance de Bonancieux
- Richard Chamberlain: Aramis
- Michael York – D’Artagnan
- Frank Finlay – Porthos
- Christopher Lee – Rochefort
- Geraldine Chaplin – Anna von Österreich
- Faye Dunaway – Milady de Winter
- Roy Kinnear – Planchet
- Michael Gothard – Felton
- Nicole Calfan – Maid Kitty
- Ángel del Pozo – Jussac
- Simon Ward – Herzog von Buckingham
- Jean-Pierre Cassel – Ludwig XIII.
- Charlton Heston – Kardinal Richelieu
- Sybil Danning – Eugenie
- Gitty Djamal – Beatrice
- Jack Watson – Busigny

## Premii și nominalizări
- Oscar 1976
  - Nominalizare: cele mai bune costume (Yvonne Blake, Ron Talsky)
- BAFTA 1976
  - Nominalizare: cele mai bune costume (Yvonne Blake)